# Albi di Dylan Dog (2021)
Albi del fumetto Dylan Dog pubblicati nel 2021.
| Nr.     | Titolo                     | Mese di pubblicazione | Soggetto                        | Sceneggiatura                   | Disegni              | Copertina                           |
| ------- | -------------------------- | --------------------- | ------------------------------- | ------------------------------- | -------------------- | ----------------------------------- |
| 413     | I padroni del nulla        | gennaio               | Carlo Ambrosini                 | Carlo Ambrosini                 | Carlo Ambrosini      | Gigi Cavenago                       |
| 414     | Giochi innocenti           | febbraio              | Paola Barbato                   | Paola Barbato                   | Paolo Martinello     | Gigi Cavenago                       |
| 415     | Vendetta in maschera       | marzo                 | Gabriella Contu                 | Gabriella Contu                 | Andrea Chella        | Gigi Cavenago                       |
| 416     | Il detenuto                | aprile                | Mauro Uzzeo                     | Mauro Uzzeo                     | Arturo Lauria        | Gigi Cavenago                       |
| 417     | L'ora del giudizio         | maggio                | Barbara Baraldi                 | Barbara Baraldi                 | Angelo Stano         | Gigi Cavenago                       |
| 418     | Sally                      | giugno                | Paola Barbato                   | Paola Barbato                   | Corrado Roi          | Gigi Cavenago - Fabrizio De Tommaso |
| 418 bis | Qwertington                | luglio                | Luca Vanzella                   | Luca Vanzella                   | Luca Genovese        | Gigi Cavenago                       |
| 419     | Albachiara                 | luglio                | Gabriella Contu                 | Gabriella Contu                 | Sergio Gerasi        | Gigi Cavenago - Fabrizio De Tommaso |
| 420     | Jenny                      | agosto                | Barbara Baraldi                 | Barbara Baraldi                 | Davide Furnò         | Gigi Cavenago - Fabrizio De Tommaso |
| 421     | La variabile               | settembre             | Paola Barbato                   | Paola Barbato                   | Fabio Celoni         | Gianluca e Raul Cestaro             |
| 422     | Il momento Blu             | ottobre               | Andrea Cavaletto                | Andrea Cavaletto                | Christopher Possenti | Gianluca e Raul Cestaro             |
| 423     | Nella stanza del guerriero | novembre              | Carlo Ambrosini                 | Carlo Ambrosini                 | Gabriele Ornigotti   | Gianluca e Raul Cestaro             |
| 424     | Candiweb                   | dicembre              | Rita Porretto & Silvia Mericone | Rita Porretto & Silvia Mericone | Emiliano Tanzillo    | Gianluca e Raul Cestaro             |

## I padroni del nulla
In un'atmosfera a cavallo tra il reale e l'immaginario, Dylan Dog si appresta a fare un viaggio per acquistare un nuovo clarinetto. Strada facendo, dopo essere giunto ad una stazione di servizio, si imbatte nella figura di Pulcinella, la quale lo guida in un percorso decisamente tortuoso ed intricato. Fulcro di tutta la vicenda si pone una intrigante ragazza incinta e il proprio malandato padre, il quale non può spirare sino a che la giovane non abbia dato alla luce suo figlio, e questo per via di un oscuro patto satanico. Nel mentre, tutte le persone dell'area di sosta vengono prese in ostaggio da un gruppo di terroristi che Dylan, assieme a Rania accorsa nel frattempo sul posto, cercherà di fermare.
- A partire da questo volume appare in copertina una coccarda recante la scritta “80* Sergio Bonelli Editore”, a simboleggiare la ricorrenza dell’ottantesimo anno dalla pubblicazione del primo numero della storica Casa Editrice sulla testata L’Audace, rilevata da Giovanni Luigi Bonelli nel 1940 dalla Arnoldo Mondadori Editore. Il numero dell’albo in questione era il 331, datato 18 Gennaio 1941.

## Giochi innocenti
Dylan Dog ha a che fare con un filmato sul suo smartphone, che sembrerebbe essere una richiesta di soccorso da parte della giovane Allie, figlia di un'amica di Rania. La ragazzina si dimostra alquanto spaventata per via di un essere comparso nella sua camera da letto. La bambina risulta effettivamente scomparsa e così Dylan decide di mostrare il video a Rania, la quale inizia una personale indagine, accompagnata dall'indagatore dell'incubo. A seguito della sparizione di altri bambini in contesti analoghi, i due trovano infine la giusta pista che li condurrà ad una incredibile rivelazione.
- In copertina è presente la coccarda recante la scritta “80* Sergio Bonelli Editore”.

## Vendetta in maschera
Una banda di ragazzini si rende colpevole di svariati furti e crimini, camuffandosi con maschere ricavate da pezzi di corteccia e al soprintendente Bloch, su richiesta diretta del sindaco, viene richiesto di occuparsi delle indagini. Nel frattempo, negli stessi boschi e parchi in cui la banda compie i colpi, vengono uccisi alcuni ragazzi da una persona anch'essa mascherata. I ragazzi decidono quindi di mettersi in contatto con Dylan Dog affinché trovi il colpevole di questi delitti, in modo che la colpa non ricada su di loro.
- In copertina è presente la coccarda recante la scritta “80* Sergio Bonelli Editore”.

## Il detenuto
Mentre è fuori di casa con la sua attuale fidanzata, Dylan Dog si imbatte in alcuni poliziotti. A seguito di alcune incompresioni gli agenti chiedono i documenti ai due, ma l'indagatore dell'incubo, avendo dimenticato il portafogli a casa, risulta esserne privo. La situazione degenera velocemente, portando ad un battibecco con le forze dell'ordine che si conclude con Dylan portato in commissariato. Non è che l'inizio di un nuovo incubo per l'indagatore che si risveglia all'interno di una cella di isolamento.
- In copertina è presente la coccarda recante la scritta “80* Sergio Bonelli Editore” ed è inoltre allegata all'albo una medaglia raffigurante Dylan Dog.
- Prima parte di una storia suddivisa in due parti.

## L'ora del giudizio
Dopo essere stato accusato dell'omicidio della sua fidanzata, Ilary, alla fine del precedente episodio, Dylan Dog si ritrova sotto processo per via del presunto crimine. Sembra infatti che l'indagatore abbia fornito il suo aiuto al dottor Chilton in un esperimento effettuato sulla ragazza e finalizzato a sottolineare che il soprannaturale non è altro che il frutto della mente umana e che può essere materializzato in qualche modo per poi essere eliminato.
- In copertina è presente la coccarda recante la scritta “80* Sergio Bonelli Editore” ed è inoltre allegata all'albo una medaglia raffigurante Groucho.
- Seconda parte di una storia suddivisa in due parti.

## Sally
Alla porta di Dylan Dog, in crisi per l'ennesima delusione amorosa, si presenta Sally. La ragazza sostiene di essere morta a seguito della rottura col suo fidanzato, che crede di essere stato tradito, e a dimostrazione di questo si ritiene incapace di provare alcun tipo di sentimento. Nel frattempo l'ispettore Carpenter e il sergente Rakim si trovano ad indagare su un caso davvero insolito, ossia il ritrovamento dei corpi di due persone che, nonostante siano state torturate fino alla morte, sono ancora in grado di parlare.
- In copertina è presente la coccarda recante la scritta “80* Sergio Bonelli Editore”.
- Albo ispirato alla canzone Sally di Vasco Rossi e contenente quindi 16 pagine in più con una intervista al cantautore e agli autori dell'albo, il testo della canzone, un editoriale di Michele Masiero, uno scritto di Tiziano Sclavi e uno di Davide Bonelli. Inoltre l'albo presenta la prima di copertina con disegni di Fabrizio De Tommaso e l'ultima con disegni di Gigi Cavenago, avendo di fatto una doppia copertina.

## Qwertington
Dylan Dog, su ordine della madre di Jennifer, si mette sulle tracce di quest'ultima, una ragazza sparita da casa da tempo. Come indizio ha solo delle cartoline di un luogo sconosciuto, ossia Qwertington. Una volta raggiunto questo posto misterioso, l'indagatore dell'incubo di accorge che nel paese accadono ogni giorno avvenimenti incredibili, che però non sorprendono affatto le persone del luogo.
- In copertina è presente la coccarda recante la scritta “80* Sergio Bonelli Editore”.
- Primo albo bis della serie regolare della testata.

## Albachiara
Dylan Dog riceve la visita di un ragazzo invisibile che lo vuole assumere per evitare che Alba, una ragazza di sua conoscenza, faccia la sua stessa fine. L'indagatore conosce quindi la ragazza, che è tormentata da voci e visioni che le ordinano di isolarsi dal resto del mondo. Dylan assieme alle amiche di Alba ed al ragazzo invisibile cercherà di evitare quindi che la ragazza scompaia.
- In copertina è presente la coccarda recante la scritta “80* Sergio Bonelli Editore”.
- Albo ispirato alla canzone Albachiara di Vasco Rossi e contenente quindi 16 pagine in più con una intervista al cantautore e agli autori dell'albo, il testo della canzone e un editoriale di Michele Masiero. Inoltre l'albo presenta la prima di copertina con disegni di Fabrizio De Tommaso e l'ultima con disegni di Gigi Cavenago, avendo di fatto una doppia copertina.

## Jenny
Dylan Dog si ritrova rinchiuso in una prigione senza sapere come ci sia finito. Dopo un momento iniziale di disperazione, scopre che dall'altro lato di una delle pareti è rinchiusa Jenny, una ragazza che ha ormai perso le speranze di riuscire ad evadere da quella prigione. L'indagatore dell'incubo riesce a scappare da una botola, incontrando nella sua fuga diversi strani personaggi, fino a riuscire ad arrivare nella cella della ragazza. Da quel momento sogno e realtà iniziano a confondersi fino a rivelare chi sia veramente Jenny e come i due si siano conosciuti.
- In copertina è presente la coccarda recante la scritta “80* Sergio Bonelli Editore”.
- Albo ispirato alla canzone Jenny di Vasco Rossi e contenente quindi 16 pagine in più con una intervista al cantautore e agli autori dell'albo, il testo della canzone e un editoriale di Michele Masiero. Inoltre l'albo presenta la prima di copertina con disegni di Fabrizio De Tommaso e l'ultima con disegni di Gigi Cavenago, avendo di fatto una doppia copertina.

## La variabile
L'indagatore viene convocato da due delegazioni che rappresentano Paradiso e Inferno, in difficoltà per una scomoda impasse. Un essere è fuggito dal Limbo per recarsi sulla terra, oltrepassando il controllo sia del Paradiso che dell'Inferno. A Dylan viene dato l'incarico di catturarlo mettendo in piedi una task force da lui guidata della quale fanno parte tre sue vecchie conoscenze: Ash, un demone della persuasione, Dust, un angelo caduto, e Leslie, una donna in possesso di un potente libro di magia nera.
- La copertina di questo albo è di Gianluca e Raul Cestaro, che esordiscono come copertinisti della serie regolare.
- In copertina è presente la coccarda recante la scritta “80* Sergio Bonelli Editore”.
- Per festeggiare i 35 anni di vita editoriale della testata, è allegato il primo albo in versione colorata.

## Il momento Blu
A Dylan Dog viene dato l'incarico dalla sua nuova fiamma di andare a prendere sua figlia Avril, studentessa in una scuola prestigiosa collocata all'interno di un'isola. La ragazza inizia a prendersela con l'indagatore, aspettandosi, invece del suo arrivo, quello della madre. Nel frattempo due ex studenti pesantemente armati decidono di irrompere nella scuola decisi a compiere una strage. Dylan, assieme ad alcuni professori, cerca quindi di fuggire dalla furia assassina dei due ragazzi, mettendo al riparo gli studenti superstiti.
- In copertina è presente la coccarda recante la scritta “80* Sergio Bonelli Editore”.

## La stanza del guerriero
Una ragazza di nome Leida si rivolge all'indagatore per via di alcune creature ancestrali che da qualche tempo compaiono nella casa del suo migliore amico nonché compagno di università, uscito di senno per questo motivo. Creature che appaiono sinistre per poi sparire improvvisamente nel nulla. Per portare avanti le sue indagini, Dylan deve comprendere il mistero celato dietro a tale vicenda, collegata a un guerriero cimbro la cui truppa dovette sfuggire a un terribile assalto da parte dell'esercito romano.
- In copertina è presente la coccarda recante la scritta “80* Sergio Bonelli Editore”.

## Candiweb
Dylan Dog viene perseguitato da Simon, un operatore di call center che vuole convincerlo a firmare un contratto per Candiweb, una azienda che opera nel campo delle telecomunicazioni, in grado di connettere qualsiasi apparato digitale. L'operatore arriva ad introdursi nella casa dell'indagatore dell'incubo e anche ad aggredire lui e Bloch per cercare di ottenere la firma sul contratto. La persecuzione sfocerà in uno scontro finale sul tetto dell'azienda che si conclude per Dylan con più dubbi che risposte.
- In copertina è presente la coccarda recante la scritta “80* Sergio Bonelli Editore”.